# The Remixes (album d'Every Little Thing)
Pour les articles homonymes, voir The Remixes.
Albums de Every Little Thing
Everlasting
(9 avril 1997) Time to Destination
(15 avril 1998)
The Remixes (titré en capitales : THE REMIXES) est le premier album de remix de chansons du groupe japonais Every Little Thing, sorti en 1997.

## Présentation
L'album sort le 18 septembre 1997 en CD au Japon sur le label  Avex Trax, cinq mois seulement après le premier album original du groupe, Everlasting. Dans la foulée de son succès, The Remixes atteint la deuxième place du classement des ventes de l'Oricon, et reste classé pendant 34 semaines. Bien qu'album de remix, il se vend à plus de 600 000 exemplaires, et demeure le septième album le plus vendu du groupe.
Il contient onze versions remixées par différents DJs de neuf chansons du groupe, deux d'entre elles y figurant en deux versions différentes. Les chansons d'origine, écrites (sauf deux) et composées par Mitsuru Igarashi, sont donc tirées du précédent et alors unique album Everlasting ; quatre étaient également parues auparavant en single, et une cinquième figurera sur le sixième single du groupe qui sortira le mois suivant. D'autres albums de remix similaires de titres du groupe sortiront par la suite, dont The Remixes II un an plus tard et The Remixes III: Mix Rice Plantation en 2002.

## Liste des titres
Toutes les chansons sont écrites et composées par Mitsuru Igarashi, sauf n°5 et 8 écrites par Kaori Mochida.
| CD The Remixes | CD The Remixes                                                           | CD The Remixes              | CD The Remixes | CD The Remixes | CD The Remixes | CD The Remixes | CD The Remixes | CD The Remixes | CD The Remixes |
| No             | Titre                                                                    | Remixeurs                   | Durée          |                |                |                |                |                |                |
| -------------- | ------------------------------------------------------------------------ | --------------------------- | -------------- | -------------- | -------------- | -------------- | -------------- | -------------- | -------------- |
| 1.             | Feel My Heart (Plasma Mix) (1er single)                                  | Ian Anthony Stephens        | 7:40           |                |                |                |                |                |                |
| 2.             | Season (Cloudy Skies Mix) (face B du 2e single)                          | Pete Hammond, Steve Hammond | 7:43           |                |                |                |                |                |                |
| 3.             | I'll Get Over You (Intensive Mix) (I'll get over you ...)                | Dave Ford, Errol Reid       | 5:25           |                |                |                |                |                |                |
| 4.             | Looking Back On Your Love (Groove That Soul Mix)                         | Satoshi Hidaka              | 5:17           |                |                |                |                |                |                |
| 5.             | Here And Everywhere (Super Bootbeat Mix) (Here and everywhere ...)       | Dub Master X                | 6:13           |                |                |                |                |                |                |
| 6.             | Future World (Right Attitude Remix) (2e single)                          | Attitude                    | 8:34           |                |                |                |                |                |                |
| 7.             | Dear My Friend ('97 Pumped Up Mix) (3e single)                           | John Robinson               | 5:56           |                |                |                |                |                |                |
| 8.             | Never Stop! (Satoshi's Summer Breeze Mix) (future face B du 6e single)   | Satoshi Hidaka              | 5:10           |                |                |                |                |                |                |
| 9.             | I'll Get Over You (Lightfoot's Down Beat Mix) (I'll get over you ...)    | Lightfoot                   | 5:49           |                |                |                |                |                |                |
| 10.            | Tatoe Tôku Hanarete Temo... (Trip Strip Mix) (たとえ遠く離れてても．．.) | Motsu                       | 7:01           |                |                |                |                |                |                |
| 11.            | Future World (Further Contact Mix)                                       | Pete Hammond, Steve Hammond | 7:50           |                |                |                |                |                |                |
| 72:18          |                                                                          |                             |                |                |                |                |                |                |                |

## CoffretAnalog Box Set
The Remixes - Analog Box Set est un coffret de disques du groupe Every Little Thing.
Le coffret sort le 19 décembre 1997 en édition limitée sur le label Rhythm Republic. Il contient sept disques au format vinyle, comprenant chacun de deux à quatre titres par face, soit en tout 36 titres. Ce sont des versions remixées supplémentaires ou rallongées des neuf chansons du groupe remixées sur l'album homonyme The Remixes paru en CD trois mois auparavant.
| A1. | Future World (Further Contact Mix)          |  |
| A2. | Future World (Right Attitude Remix)         |  |
| B1. | Future World (Lightfoot's Future Shock Mix) |  |
| B2. | Future World (KM Future Voice Mix)          |  |
| B3. | Future World Vocal Track                    |  |

| A1. | Feel My Heart (D's CLASSIC MIX)     |  |
| A2. | Feel My Heart (D's JOURNEY DUB MIX) |  |
| B1. | Feel My Heart (Plasma Mix)          |  |
| B2. | Feel My Heart (Red Monster Mix)     |  |
| B3. | Feel My Heart Vocal Track           |  |

| A1. | Dear My Friend (D's Funky Klub Remix)       |  |
| A2. | Dear My Friend (D's Funked Up Dub)          |  |
| B1. | Dear My Friend (D-Z Divine Inspiration Mix) |  |
| B2. | Dear My Friend ('97 Pumped-Up Mix)          |  |
| B3. | Dear My Friend Vocal Track                  |  |

| A1. | Season (Cloudy Skies Mix)                 |  |
| A2. | Season (Jupitor Soul Mix)                 |  |
| A3. | Season Vocal Track                        |  |
| B1. | Dear My Friend (205 W.Tang Mix)           |  |
| B2. | Dear My Friend (205mix Reprise)           |  |
| B3. | Never Stop! (Satoshi's Summer Breeze Mix) |  |
| B4. | Never Stop! Vocal Track                   |  |

| A1. | I'll Get Over You (Over And Out Mix)          |  |
| A2. | I'll Get Over You (T's Reminiscence Mix)      |  |
| B1. | I'll Get Over You (Intensive Remix)           |  |
| B2. | I'll Get Over You (Lightfoot's Down Beat Mix) |  |
| B3. | I'll Get Over You Vocal Track                 |  |

| A1. | Tatoe Tôku Hanarete Temo... (Intensive Remix) (たとえ遠く離れてても...)               |  |
| A2. | Tatoe Tôku Hanarete Temo... (Lightfoot's Distant Vocal Mix) (たとえ遠く離れてても...) |  |
| B1. | Tatoe Tôku Hanarete Temo... (Trrip Strip Mix) (たとえ遠く離れてても...)               |  |
| B2. | Tatoe Tôku Hanarete Temo... Vocal Track (たとえ遠く離れてても...)                     |  |

| A1. | Here and Everywhere (Super Bootbeat Mix)         |  |
| A2. | Here and Everywhere Vocal Track                  |  |
| B1. | Looking Back on Your Love (Hindsight Mix)        |  |
| B2. | Looking Back on Your Love (Groove That Soul Mix) |  |
| B3. | Looking Back on Your Love Vocal Track            |  |